# Златен волан
Златен волан (на немски: Das Goldene Lenkrad) е една от най-престижните германски автомобилни награди за нови автомобили. Присъжда се от вестник Bild am Sontag от 1976 г.

## История
Инициатор на проекта е известният германски издател Аксел Шпрингер. За разлика от други автомобилни награди като Кола на годината, при Златен волан носителите на наградите в отделните категории не се определят от журналисти или читатели, а от независимо жури, включващо специалисти, автомобилни състезатели и известни личности, които провеждат тестове с колите в продължение на два дни.
Наградите се връчват ежегодно през месец ноември в Берлин. Според анкета Златният волан е най-престижната германска автомобилна награда.

## Журито
Сред известните личности, имали честта да бъдат част от журито през годините, личат имената на сър Питър Устинов, Михаел Шумахер, Хуан Мануел Фанджо, Валтер Рьорл, Томас Готшалк, Дейвид Култард, Петер Мафай, Барбара Шьонебергер, Ник Хайдфелд, Ханс-Йоахим Щук и др. Само двама са членовете на журито, тествали колите през всичките 30 години от съществуването на наградата – Ханс Херман и Ерхард Швинд.

## Церемонията
Церемонията по награждаването се състои в централата на издателската къща Springer в Берлин, която се намира близо до мястото, където е била Берлинската стена. Само в периода 2000 – 2002 г. наградите се връчват на летище Берлин-Темпелхоф в рамките на телевизионно предаване на телевизия ZDF.
Най-любопитна церемонията на 9 ноември 1989 г., която съвпада с падането на Берлинската стена. Тогава някои гости на награждаването използват възможността да надникнат в Източен Берлин без да бъдат контролирани, а жители на Източен Берлин се включват в купона след награждаването.